# Greatest Hits (album de The Cure)
Ne doit pas être confondu avec Greatest Hits (DVD de The Cure).
Pour les articles homonymes, voir Greatest Hits.
Albums de The Cure
Bloodflowers
(2000) Join the Dots
(2004)
Greatest Hits est une compilation du groupe anglais The Cure, sortie le 13 novembre 2001 et couvrant la majeure partie de la carrière du groupe. Elle comporte deux inédits, Cut Here et Just Say Yes, ce dernier en duo avec Saffron, chanteuse du groupe Republica.
Le contrat du groupe avec son label de longue date arrivait à terme, et ils leur devaient encore un nouvel album. Robert Smith accepta de sortir alors une compilation à la condition de pouvoir en choisir les pistes lui-même.
Cut Here est commercialisé en single le 29 octobre 2001 tandis que Just Say Yes fait l'objet d'un simple single promotionnel le 18 décembre 2001,
Une édition limitée comprend un CD bonus, intitulé Acoustic Hits, avec des versions acoustiques de tous les titres de l'album, enregistrées spécialement pour l'occasion le 13 août 2001 aux Studios Olympic de Londres, avec la présence de Boris Williams aux percussions.
Un DVD portant le même titre est sorti en décembre 2001.
À l'occasion du Record Store Day en 2017, la compilation Greatest Hits ainsi que Acoustic Hits sortent en éditions limitées au format double vinyle picture-disc,.

## Liste des chansons
| 1.    | Boys Don't Cry      | - Robert Smith - Lol Tolhurst - Michael Dempsey                     | 2:42 |
| 2.    | A Forest            | - Smith - Tolhurst - Simon Gallup - Matthieu Hartley                | 4:44 |
| 3.    | Let's Go to Bed     | - Smith - Tolhurst                                                  | 3:34 |
| 4.    | The Walk            | - Smith - Tolhurst                                                  | 3:31 |
| 5.    | The Lovecats        | Smith                                                               | 3:40 |
| 6.    | In Between Days     | Smith                                                               | 2:58 |
| 7.    | Close to Me         | Smith                                                               | 3:41 |
| 8.    | Why Can't I Be You? | - Smith - Tolhurst - Gallup - Porl Thompson - Boris Williams        | 3:14 |
| 9.    | Just Like Heaven    | - Smith - Tolhurst - Gallup - Thompson - Williams                   | 3:32 |
| 10.   | Lullaby             | - Smith - Tolhurst - Gallup - Thompson - Williams - Roger O'Donnell | 4:10 |
| 11.   | Lovesong            | - Smith - Tolhurst - Gallup - Thompson - Williams - O'Donnell       | 3:28 |
| 12.   | Never Enough        | - Smith - Gallup - Thompson - Williams                              | 4:28 |
| 13.   | High                | - Smith - Gallup - Thompson - Williams - Perry Bamonte              | 3:35 |
| 14.   | Friday I'm in Love  | - Smith - Gallup - Thompson - Williams - Bamonte                    | 3:35 |
| 15.   | Mint Car            | - Smith - Gallup - Bamonte - Jason Cooper - O'Donnell               | 3:29 |
| 16.   | Wrong Number        | Smith                                                               | 6:01 |
| 17.   | Cut Here            | - Smith - Gallup - Bamonte - Cooper - O'Donnell                     | 4:10 |
| 18.   | Just Say Yes        | - Smith - Gallup - Bamonte - Cooper - O'Donnell                     | 3:29 |
| 68:08 |                     |                                                                     |      |

- Note: la liste ci-dessus correspond à l'édition standard internationale. L'édition britannique comprend les chansons The Caterpillar (en piste 5) et Pictures of You (en piste 12), en revanche The Walk n'y apparaît pas[8].

## Classements et certifications

### Classements hebdomadaires
| Classement (2001-2002)        | Meilleure place |
| ----------------------------- | --------------- |
| Allemagne (Media Control AG)  | 22              |
| Australie (ARIA)              | 27              |
| Autriche (Ö3 Austria Top 40)  | 34              |
| Belgique (Flandre Ultratop)   | 5               |
| Belgique (Wallonie Ultratop)  | 8               |
| Danemark (Tracklisten)        | 38              |
| Écosse (OCC)                  | 47              |
| États-Unis (Billboard 200)    | 58              |
| France (SNEP)                 | 9               |
| Irlande (IRMA)                | 11              |
| Italie (FIMI)                 | 30              |
| Norvège (VG-lista)            | 24              |
| Royaume-Uni (UK Albums Chart) | 33              |
| Suède (Sverigetopplistan)     | 48              |
| Suisse (Schweizer Hitparade)  | 24              |

| Classement (2006)    | Meilleure place |
| -------------------- | --------------- |
| Espagne (Promusicae) | 70              |

| Classement (2016)        | Meilleure place |
| ------------------------ | --------------- |
| Nouvelle-Zélande (RIANZ) | 17              |

| Classement (2017) | Meilleure place |
| ----------------- | --------------- |
| Portugal (AFP)    | 33              |

| Classement (2019)             | Meilleure place |
| ----------------------------- | --------------- |
| Écosse (OCC)                  | 21              |
| Royaume-Uni (UK Albums Chart) | 19              |

### Certifications
| Pays              | Certifications | Date       | Unités certifiées |
| ----------------- | -------------- | ---------- | ----------------- |
| Allemagne (BVMI)  | Platine        | 2023       | 300 000           |
| Argentine (CAPIF) | Platine        | 09/11/2001 | 40 000            |
| Australie (ARIA)  | 2 × Platine    | 2016       | 140 000           |
| Belgique (BEA)    | Or             | 21/01/2002 | 25 000            |
| Europe (IFPI)     | Platine        | 2008       | 1 000 000         |
| Italie (FIMI)     | Or             | 2015       | 25 000            |
| Royaume-Uni (BPI) | 3 × Platine    | 29/04/2022 | 900 000           |